# Cordillera Lonquimay
Cordillera Lonquimay är en bergskedja i Chile.   Den ligger i regionen Región de la Araucanía, i den södra delen av landet, 600 km söder om huvudstaden Santiago de Chile.
Trakten runt Cordillera Lonquimay består i huvudsak av gräsmarker. Runt Cordillera Lonquimay är det mycket glesbefolkat, med 3 invånare per kvadratkilometer.